# Руфано
Руфа̀но (на италиански: Ruffano, на местен диалект Rufanu, Руфану) е град и община в Южна Италия, провинция Лече, регион Пулия. Разположен е на 127 m надморска височина. Населението на общината е 9744 души (към 2011 г.).